# Иваново (област Хасково)
 За другите селища с това име вижте Иваново.  
Иваново е село в Южна България. То се намира в община Харманли, област Хасково.
В селото има около 600 къщи.

## Религия
Населението е християнско.